# Сант, Альфред
Альфред Сант (мальт. Alfred Sant; род. 28 февраля 1948, Пьета, Мальта) — мальтийский политик и государственный деятель. Сант возглавлял Лейбористскую партию с 1992 по 2008 год, занимал пост премьер-министра Мальты с 1996 по 1998 год, в периоды с 1992 по 1996 и с 1998 по 2008 годы был лидером оппозиции.
После поражения на выборах 2008 года Альфред Сант передал пост лидера партии своему молодому товарищу Джозефу Мускату. Также известен как журналист, писатель и драматург.

## Награды
Награды Мальты
| Страна | Дата            | Награда                                      | Награда                                      | Литеры   |
| ------ | --------------- | -------------------------------------------- | -------------------------------------------- | -------- |
| Мальта | 23 марта 2004 — | Компаньон Почёта Национального ордена Заслуг | Компаньон Почёта Национального ордена Заслуг | K.U.O.M. |